# تقرير التقييم الأول للجنة الدولية للتغيرات المناخية
أنجز تقرير التقييم الأول للجنة الدولية للتغيرات المناخية في 1990 وقد استخدم هذا التقرير كأساس لاتفاقية الأمم المتحدة المبدئية بشأن التغير المناخي.
وقد صدر التقرير في ثلاثة أقسام رئيسية، تتطابق أساسياتها مع فرق العلماء التي أنشأها الفريق الحكومي الدولي المعني بتغير المناخ.
الفريق العامل الأول: التقييم العلمي لتغير المناخ، (حرره ج. هوتون، جي. جينكينز و ج.ج. إيبراوموس)
الفريق العامل الثاني: الآثار المترتبة على تقييم تغير المناخ، (حرره و. تيغارت، جي دبليو. شيلدون و د.سي. غريفيثس)
الفريق العامل الثالث: استراتيجيات الاستجابة للفريق الحكومي الدولي المعني بتغير المناخ.
وشمل كل قسم موجزاً لإقرار السياسات. وقد اتبع هذا الشكل في تقارير التقييم اللاحقة.
ويتضمن الموجز التنفيذي لموجز صانعي السياسات في تقرير الأول ما يلي:
نحن نحسب بثقة أن: ... ثاني أكسيد الكربون كان مسؤولا عن أكثر من نصف تأثير الاحتباس الحراري المعزز؛ فإن الغازات طويلة تتطلب تخفيضات فورية في الانبعاثات الناجمة عن الأنشطة البشرية التي تزيد عن 60٪ من أجل تثبيت تركيزاتها على مستويات واحدة.
واستنادا إلى النماذج الحالية، فإننا نتوقع: زيادة متوسط درجة الحرارة العالمية خلال القرن 21 حوالي 0.3 درجة مئوية في العقد (مع نطاق عدم اليقين من 0.2 إلى 0.5 درجة مئوية في العقد)؛ وهذا أكبر مما كان عليه خلال السنوات الـ 000 10 الماضية؛ في إطار سيناريوهات أخرى تفترض زيادة تدريجية في مستويات الضوابط ومعدلات الزيادة في متوسط درجة الحرارة العالمية بنحو 0.2 درجة مئوية إلى 0.1 درجة مئوية في العقد.
وهناك العديد من أوجه عدم التيقن في توقعاتنا، ولا سيما فيما يتعلق بتوقيت تغير المناخ وحجمه وأنماطه الإقليمية، نظراً لفهمنا الغير كامل لما يلي: مصادر ومصارف الغازات الدفيئة؛ وسحاب؛ والمحيطات، والصفائح الجليدية القطبية.
تقديرنا هو: ارتفاع متوسط درجة حرارة الهواء السطحية العالمية بنسبة 0،3-0،6 درجة مئوية على مدى السنوات المائة الماضية ...؛ ويتسق حجم هذا الاحترار على نطاق واسع مع تنبؤات النماذج المناخية، ولكنه أيضاً بنفس القدر الذي تتسم به التقلبات المناخية الطبيعية. وبالتالي فإن الزيادة الملحوظة يمكن أن تعزى إلى حد كبير إلى هذا التباين الطبيعي؛ وبدلاً من ذلك يمكن لهذا التغير والعوامل البشرية الأخرى أن تعوض عن ارتفاع درجة حرارة الاحتباس الحراري الناجم عن الإنسان. ومن غير المرجح أن يكون الكشف عن تأثير الاحتباس الحراري المعزز لا لبس فيه لعقد أو أكثر.